# Calytrix platycheiridia
Calytrix platycheiridia är en myrtenväxtart som beskrevs av Lyndley Alan Craven. Calytrix platycheiridia ingår i släktet Calytrix och familjen myrtenväxter. Inga underarter finns listade i Catalogue of Life.